# Ats Purje
Ats Purje (* 3. August 1985 in Tallinn) ist ein estnischer Fußballspieler.

## Verein
Purje begann seine Karriere als Profi beim FC Levadia Tallinn und wurde dort in fünf Jahren dreimal estnischer Meister und Pokalsieger. In der Saison 2008 wechselte er zum finnischen Klub Inter Turku. Mit dem Verein wurde er 2008 nationaler Meister und Ligapokal-Sieger sowie 2009 gewann er dort den Pokal. 2010 wurde Purje mit dem nordamerikanischen MLS-Franchise Real Salt Lake in Verbindung gebracht, nachdem mit Joel Lindpere einer seiner Landsmänner in die USA (zu den New York Red Bulls) gewechselt war. Nach seiner Station bei Inter Turku war er für knapp zwei Jahre in Zypern aktiv, ehe er wieder nach Finnland zurückkehrte und dort 2012 beim Kuopion PS unterschrieb. 2015 wechselte er zu FC Nõmme Kalju nach Estland und 2017 erneut zu Kuopion PS zurück. Drei Jahre später kehrte er wieder in seine Heimat zurück und unterschrieb bei JK Tallinna Kalev.

## Nationalmannschaft
In der A-Nationalmannschaft Estlands debütierte Purje am 11. Oktober 2006 gegen Russland in einem UEFA-EM-Qualifikationsspiel. In den folgenden zwölf Jahren bestritt er insgesamt 70 Länderspiele und schoss dabei zehn Tore.

## Erfolge
- Estnischer Meister: 2004, 2006, 2007
- Estnischer Pokalsieger: 2004, 2005, 2007, 2015
- Finnischer Meister: 2008, 2019
- Finnischer Pokalsieger: 2009